# Маверик-центр
«Маверик-центр» (англ. Maverik Center) — многофункциональная арена, расположенная в Вест-Вэлли-Сити, Юта, юго-западнее Солт-Лейк-Сити. Открытие арены состоялось 21 сентября 1997 года. Во время зимних Олимпийских игр 2002 года использовалась для проведения соревнований по хоккею. На арене часто проходят многочисленные концерты. Первоначально арена называлась E Center, но в 2010 году Вест-Вэлли-Сити продало права на название сети магазинов Маверик.

## История
В июле 1995 года, всего через месяц после того, как Солт-Лейк-Сити выиграл заявку на проведение зимних Олимпийских игр 2002 года, Salt Lake Organizing Committee одобрил предложение Вест-Вэлли-Сити о строительстве нового хоккейного стадиона в городе. SLOC выделил 7 млн долларов на строительные расходы и планировал арендовать сооружение на время Олимпийских игр. Владельцем арены должен был стать муниципалитет Вест-Вэлли-Сити, а оставшееся финансирование должно было пойти из других источников. Строительство началось 2 марта 1996 года, и продолжалось до сентября 1997 года. Открытие сооружение, названного «И-центр» (англ. E Center) состоялось 19 сентября 1997 года и первым событием стало рестлинг-шоу федерации WCW Monday Nitro Live.

### Права на названия
Centennial Management Group совместно с муниципалитетом города Вест-Вэлли-Сити объявили о сотрудничестве и о продаже прав на название E Center, который переименовывается в Маверик-центр. Многолетнее соглашение включает в себя эксклюзивные права на спонсорскую поддержку и рекламные права.